# Thierry Lubin
Thierry Lubin (Francia, 10 de noviembre de 1970) es un atleta francés retirado especializado en la prueba de 4 × 100 m, en la que ha conseguido ser subcampeón europeo en 1998.

## Carrera deportiva
En el Campeonato Europeo de Atletismo de 1998 ganó la medalla de plata en los relevos de 4 x 100 metros, con un tiempo de 38.87 segundos, llegando a meta tras Reino Unido y por delante de Polonia (bronce).